# Piccolo alpino
Piccolo alpino è un film del 1940 diretto da Oreste Biancoli.

## Trama
Dopo aver perso i suoi genitori in montagna durante una terribile tempesta, il piccolo Giacomino Rasi si unisce a un reggimento di alpini e ne condivide le avversità e i pericoli nei combattimenti della prima guerra mondiale.

## Produzione
Prodotto da Pietro Mander per la Mander Film di Roma, tratto dal romanzo omonimo di Salvator Gotta, il film fu girato a Cinecittà nella primavera del 1940.

## Distribuzione
Il film venne distribuito nelle sale cinematografiche italiane il 20 ottobre 1940.